# Camden New Journal
Camden New Journal,  es un periódico británico, con noticias generales sobre Camden de distribución gratuita. Ubicado en 40 Camden Road, Camden Town, Londres, NW1 9DR, Reino Unido. Fundado en 1983.

## Historia
Nació de una huelga en 1982 con el apoyo de Paul Foot, Frank Dobson y Eric Gordon. Contiene noticia locales, comentarios, deportes, arte y entretenimiento del barrio de Camden. 
Eric Gordon fue quién lanzó inicialmente 50.000 ejemplares que se distribuye gratuitamente cada semana. Él fundó su título asociado, el Islington Tribune, un par de años atrás, y tiene una distribución de 24.000 ejemplares cada viernes. 
Una de sus principales periodistas y más longevas periodistas fue Rose Hacker.
El periódico pertenece a la compañía New Journal Enterprises.
Actualmente su editor es Eric Gordon. 